# Ámaxac, Huejutla de Reyes
Ámaxac är en ort i Mexiko.   Den ligger i kommunen Huejutla de Reyes och delstaten Hidalgo, i den sydöstra delen av landet, 210 km norr om huvudstaden Mexico City. Ámaxac ligger 120 meter över havet och antalet invånare är 609.
Terrängen runt Ámaxac är platt åt nordväst, men åt sydost är den kuperad. Runt Ámaxac är det ganska tätbefolkat, med 248 invånare per kvadratkilometer. Närmaste större samhälle är Huejutla de Reyes, 10,3 km sydost om Ámaxac. Omgivningarna runt Ámaxac är en mosaik av jordbruksmark och naturlig växtlighet.